# ブレット・セイバーヘイゲン
ブレット・ウィリアム・セイバーヘイゲン（Bret William Saberhagen、1964年4月11日 - ）は、MLBの元選手。ポジションは投手。アメリカ合衆国イリノイ州シカゴハイツ出身。

## 経歴

### カンザスシティ・ロイヤルズ
1982年のMLBドラフトでカンザスシティ・ロイヤルズから19巡目に指名を受け入団。下位指名ながらすぐに頭角を現し、1983年にA級とAA級合計で16勝5敗・防御率2.55を記録し、1984年4月4日のニューヨーク・ヤンキース戦でメジャーデビュー。9月24日のカリフォルニア・エンゼルスとのダブルヘッダー第1戦でメジャー初完封勝利。新人ながら10勝11敗・防御率3.48を記録し、チームの地区優勝に貢献。レギュラーシーズンで104勝を挙げたデトロイト・タイガースとのリーグチャンピオンシップシリーズでは第2戦に先発し、8回3失点（自責点2）の好投を見せるが延長の末に敗れ、結局3連敗で敗退しリーグ優勝はならなかった。
1985年は20勝6敗・防御率2.87を記録し、チームの2年連続地区優勝の原動力となる。トロント・ブルージェイズとのリーグチャンピオンシップシリーズでは2試合に先発し防御率6.14と振るわなかったが、チームは1勝3敗から3連勝で5年ぶりのリーグ優勝を果たした。セントルイス・カージナルスとのワールドシリーズでは本拠地での第1・2戦を連敗した後の第3戦に先発し、1失点完投勝利。第4戦で敗れて1勝3敗と追い込まれるが、3勝3敗のタイに持ち込んで迎えた第7戦。息子が産まれた翌日に5安打完封勝利を挙げ、シリーズ史上初めて1勝3敗からの逆転でワールドチャンピオンに輝いた。2勝0敗・防御率0.50の成績でシリーズMVPに選出された。この活躍が評価されて初のサイ・ヤング賞を受賞した。
1986年は7勝12敗・防御率4.15と不調に終わる。1987年は前半戦で15勝3敗・防御率2.47を記録し、オールスターゲームに初めて選出され先発投手を務めた。後半戦で3勝7敗・防御率4.61と不調に陥ったが、シーズン通算で18勝10敗・防御率3.36の成績でカムバック賞を受賞した。1988年は14勝16敗に留まり、被安打271はリーグワーストだった。1989年は後半戦で15勝2敗・防御率1.74を記録し、シーズン通算で23勝6敗・防御率2.16、リーグ最多の12完投で、最多勝と最優秀防御率のタイトルを獲得。2度目のサイ・ヤング賞と初のゴールドグラブ賞を受賞した。1990年は内容は悪くなかったが援護に恵まれなかった。3年ぶりにオールスターゲームに選出され勝利投手となるが、後半戦で故障し20試合の登板で5勝9敗に終わった。1991年は途中故障による離脱もあったが、8月26日のシカゴ・ホワイトソックス戦でノーヒッターを達成。13勝8敗・防御率3.07を記録した。12月11日にケビン・マクレイノルズ、グレッグ・ジェフリーズらとの交換トレードで、1選手と共にニューヨーク・メッツに移籍。

### ニューヨーク・メッツ
メッツは前年の地区5位（6球団中）からの巻き返しを狙い、他にボビー・ボニーヤ、エディ・マレーらを獲得する大型補強を敢行。移籍1年目の1992年は開幕から3試合で防御率13.15と打ち込まれ、その後復調するが故障により戦線離脱。3勝に留まり、チームは変わらず5位に終わる。1993年も7勝に終わり、チームはエクスパンションによって誕生した新球団フロリダ・マーリンズすら上回れず最下位に沈んだ。1994年は開幕から好調で前半戦で10勝を挙げ、移籍後初めてオールスターゲームに選出されたが登板機会はなかった。1994年から1995年のMLBストライキでシーズンが打ち切られたが、14勝4敗・防御率2.74を記録。177.1イニングで13四球しか与えず、9イニング平均で0.66という抜群の制球力だった。2桁勝利を挙げ、与四球が勝利数を下回ったというのは長いメジャーの歴史でもほとんど例がない。サイ・ヤング賞の投票では3位に入った。1995年6月2日のロサンゼルス・ドジャース戦で野茂英雄と投げ合い、7回2失点（自責点1）の好投を見せるが敗戦投手となり、野茂がメジャー初勝利を挙げた。7月31日に2選手との交換トレードで、後日発表の1選手と共にコロラド・ロッキーズに移籍。

### コロラド・ロッキーズ
移籍後は2勝1敗・防御率6.28に終わるが、チームはワイルドカードを獲得し、創設3年目で初のポストシーズン進出を果たすが、アトランタ・ブレーブスとのディビジョンシリーズでは第4戦に先発するが、4回6失点で敗戦投手となり、チームも1勝3敗で敗退した。1996年は故障のためプレイできず、オフにフリーエージェントとなり、12月9日にボストン・レッドソックスと契約。

### ボストン・レッドソックス
1997年は実に14年ぶりとなるマイナーを経験。終盤メジャーに昇格し、6試合に先発するも防御率6.58に終わり、再びフリーエージェントとなるが再契約。1998年は前半戦で10勝を挙げ復活を果たす。最終的に15勝8敗・防御率3.96を記録し、チームのワイルドカード獲得に貢献。クリーブランド・インディアンスとのディビジョンシリーズでは第3戦に先発し、7回3失点の好投を見せるが敗戦投手となり、チームも1勝3敗で敗退。オフに2度目のカムバック賞を受賞した。1999年も故障がちながら安定した投球を見せ、10勝6敗・防御率2.95を記録。チームは2年連続ワイルドカードでポストシーズンに進出。再びインディアンスとの対戦となったディビジョンシリーズでは2試合に先発し防御率27.00と滅多打ちにされるが、チームは3勝2敗でシリーズ突破。ヤンキースとのリーグチャンピオンシップシリーズでは第4戦に先発、6回3失点（自責点1）と好投するが敗戦投手。チームも1勝4敗で敗退しリーグ優勝はならなかった。2000年はメジャーでの登板がなく、2001年に3試合に先発するが結果を残せず、同年限りで現役引退。
前述の息子ドルー・セイバーヘイゲンは、2004年のMLBドラフトでオークランド・アスレティックスから38巡目に指名を受けた（入団はせず）。
2005年にロイヤルズの殿堂入りを果たした。

## 選手としての特徴
コントロールが良く、9イニング平均の与四球は通算で1.65、1994年に記録したK/BB11.00は規定投球回以上では歴代2位である。同時期に活躍したドワイト・グッデンは3.06、フランク・バイオーラが2.74、ロジャー・クレメンスが2.89。四球が少ないことで知られるグレッグ・マダックスでも1.81である。
投手としての球種はカーブ、スライダー、チェンジアップ『guide　to　pitchers』(米書　より)

## 詳細情報

### 年度別投手成績
| 年 度      | 球 団      | 登 板 | 先 発 | 完 投 | 完 封 | 無 四 球 | 勝 利 | 敗 戦 | セ 丨 ブ | ホ 丨 ル ド | 勝 率 | 打 者 | 投 球 回 | 被 安 打 | 被 本 塁 打 | 与 四 球 | 敬 遠 | 与 死 球 | 奪 三 振 | 暴 投 | ボ 丨 ク | 失 点 | 自 責 点 | 防 御 率 | W H I P |
| ---------- | ---------- | ----- | ----- | ----- | ----- | -------- | ----- | ----- | -------- | ----------- | ----- | ----- | -------- | -------- | ----------- | -------- | ----- | -------- | -------- | ----- | -------- | ----- | -------- | -------- | ------- |
| 1984       | KC         | 38    | 18    | 2     | 1     | 1        | 10    | 11    | 1        | --          | .476  | 634   | 157.2    | 138      | 13          | 36       | 4     | 2        | 73       | 7     | 1        | 71    | 61       | 3.48     | 1.10    |
| 1985       | KC         | 32    | 32    | 10    | 1     | 3        | 20    | 6     | 0        | --          | .769  | 931   | 235.1    | 211      | 19          | 38       | 1     | 1        | 158      | 1     | 3        | 79    | 75       | 2.87     | 1.06    |
| 1986       | KC         | 30    | 25    | 4     | 2     | 1        | 7     | 12    | 0        | --          | .368  | 652   | 156.0    | 165      | 15          | 29       | 1     | 2        | 112      | 1     | 1        | 77    | 72       | 4.15     | 1.24    |
| 1987       | KC         | 33    | 33    | 15    | 4     | 4        | 18    | 10    | 0        | --          | .643  | 1048  | 257.0    | 246      | 27          | 53       | 2     | 6        | 163      | 6     | 1        | 99    | 96       | 3.36     | 1.16    |
| 1988       | KC         | 35    | 35    | 9     | 0     | 1        | 14    | 16    | 0        | --          | .467  | 1089  | 260.2    | 271      | 18          | 59       | 5     | 4        | 171      | 9     | 0        | 122   | 110      | 3.80     | 1.27    |
| 1989       | KC         | 36    | 35    | 12    | 4     | 4        | 23    | 6     | 0        | --          | .793  | 1021  | 262.1    | 209      | 13          | 43       | 6     | 2        | 193      | 8     | 1        | 74    | 63       | 2.16     | 0.96    |
| 1990       | KC         | 20    | 20    | 5     | 0     | 2        | 5     | 9     | 0        | --          | .357  | 561   | 135.0    | 146      | 9           | 28       | 1     | 1        | 87       | 1     | 0        | 52    | 49       | 3.27     | 1.29    |
| 1991       | KC         | 28    | 28    | 7     | 2     | 3        | 13    | 8     | 0        | --          | .619  | 789   | 196.1    | 165      | 12          | 45       | 5     | 9        | 136      | 8     | 1        | 76    | 67       | 3.07     | 1.07    |
| 1992       | NYM        | 17    | 15    | 1     | 1     | 0        | 3     | 5     | 0        | --          | .375  | 397   | 97.2     | 84       | 6           | 27       | 1     | 4        | 81       | 1     | 2        | 39    | 38       | 3.50     | 1.14    |
| 1993       | NYM        | 19    | 19    | 4     | 1     | 1        | 7     | 7     | 0        | --          | .500  | 556   | 139.1    | 131      | 11          | 17       | 4     | 3        | 93       | 2     | 2        | 55    | 51       | 3.29     | 1.06    |
| 1994       | NYM        | 24    | 24    | 4     | 0     | 2        | 14    | 4     | 0        | --          | .778  | 696   | 177.1    | 169      | 13          | 13       | 0     | 4        | 143      | 0     | 0        | 58    | 54       | 2.74     | 1.03    |
| 1995       | NYM        | 16    | 16    | 3     | 0     | 1        | 5     | 5     | 0        | --          | .500  | 452   | 110.0    | 105      | 13          | 20       | 2     | 5        | 71       | 2     | 0        | 45    | 41       | 3.35     | 1.14    |
| 1995       | COL        | 9     | 9     | 0     | 0     | 0        | 2     | 1     | 0        | --          | .667  | 206   | 43.0     | 60       | 8           | 13       | 1     | 5        | 29       | 1     | 0        | 33    | 30       | 6.28     | 1.70    |
| '95計      | COL        | 25    | 25    | 3     | 0     | 1        | 7     | 6     | 0        | --          | .538  | 658   | 153.0    | 165      | 21          | 33       | 3     | 10       | 100      | 3     | 0        | 78    | 71       | 4.18     | 1.29    |
| 1997       | BOS        | 6     | 6     | 0     | 0     | 0        | 0     | 1     | 0        | --          | .000  | 120   | 26.0     | 30       | 5           | 10       | 0     | 2        | 14       | 1     | 0        | 20    | 19       | 6.58     | 1.54    |
| 1998       | BOS        | 31    | 31    | 0     | 0     | 0        | 15    | 8     | 0        | --          | .652  | 725   | 175.0    | 181      | 22          | 29       | 1     | 6        | 100      | 4     | 0        | 82    | 77       | 3.96     | 1.20    |
| 1999       | BOS        | 22    | 22    | 0     | 0     | 0        | 10    | 6     | 0        | 0           | .625  | 480   | 119.0    | 122      | 11          | 11       | 0     | 2        | 81       | 1     | 0        | 43    | 39       | 2.95     | 1.12    |
| 2001       | BOS        | 3     | 3     | 0     | 0     | 0        | 1     | 2     | 0        | 0           | .333  | 64    | 15.0     | 19       | 3           | 0        | 0     | 1        | 10       | 0     | 0        | 11    | 10       | 6.00     | 1.27    |
| 通算：15年 | 通算：15年 | 399   | 371   | 76    | 16    | 23       | 167   | 117   | 0        | --          | .588  | 10421 | 2562.2   | 2452     | 218         | 471      | 34    | 59       | 1715     | 53    | 12       | 1036  | 952      | 3.34     | 1.14    |

- 各年度の太字はリーグ最高

### タイトル
- 最多勝利 1回：1989年
- 最優秀防御率 1回：1989年

### 表彰・記録
- サイ・ヤング賞 2回：1985年, 1989年
- ゴールドグラブ賞 1回：1989年
- MLBオールスターゲーム選出 3回：1987年, 1990年, 1994年
- カムバック賞 2回：1987年, 1998年
- ワールドシリーズMVP 1回：1985年
- ベーブ・ルース賞1回：1985年